# Дадли, Нейтан
Нейтан Огастас Монро Дадли (англ. Nathan Augustus Monroe Dudley; 20 августа 1825 — 29 апреля 1910) — американский военнослужащий, бригадный генерал, ветеран армии Союза. Одна из ключевых фигур Войны в округе Линкольн (18 февраля 1878 — 18 февраля 1879): с апреля 1878 года Дадли являлся командующим фортом Стэнтон; кроме того, кавалерийское подразделение армии США, находившееся под его непосредственным командованием, решило исход Пятидневной битвы.

## Военная карьера
Начало Гражданской войны встретил капитаном регулярной армии, командуя ротой «Е» 10-го пехотного полка США. С 4 января 1862 года возглавлял 30-й Массачусетский пехотный полк. 19 января 1865 года президент Авраам Линкольн представил Дадли к присвоению почётного бревет-звания бригадного генерала. Сенат США утвердил эту награду 14 февраля 1865 года, после чего Дадли некоторое время служил в должности помощника генерал-майора Натаниэля Прентиса Бэнкса, командуя 3-й бригадой XIX корпуса армии Союза.
После войны перешёл в Третий кавалерийский полк США в звании майора. В конце концов его повысили до подполковника Девятого кавалерийского полка и, наконец, до полковника Первого кавалерийского полка США. Большей частью служил на фронтире, принимал участие во многих боевых операциях против индейцев. Известно, что в период службы Дадли в Девятом кавалерийском полковник Хэтч безуспешно пытался добиться его отставки ввиду непригодности к службе из-за пьянства.

## Война в округе Линкольн
Война в округе Линкольн стала следствием соперничества между компанией «Мёрфи и Долан» и английским предпринимателем Джоном Генри Танстеллом за экономическое влияние на Территории Нью-Мексико.
В ноябре 1876 года Джон Танстелл прибыл в округ Линкольн, с целью начать новый бизнес при поддержке молодого юриста Александра Максуина и влиятельного скотовода Джона Чизума. К тому времени округ политически и экономически контролировался Лоренсом Мёрфи и Джеймсом Доланом, владеющими там единственным магазином. Их фирма имела сильных покровителей в лице губернатора и генерального прокурора Территории Нью-Мексико. К тому же они пользовались поддержкой альянса коррумпированных членов Республиканской партии, известного как Кольцо Санта-Фе, а также обладали значительной властью над местными правоохранительными органами, поскольку шериф округа Линкольн Уильям Брейди жил на ранчо, купленное на деньги, взятые взаймы в банке Мёрфи и Долана. Мёрфи и Долан попытались выдавить Танстелла из бизнеса с помощью угроз и насилия. Их компания наняла в качестве боевиков несколько вооружённых формирований: банду Джесси Эванса, банду Джона Кинни и отряд фермеров, известный как «Воины семи рек», приказав им нападать на скот и пастбища Танстелла. Джон Танстелл нанял для охраны своего скота ковбоев, одним из которых был Билли Кид. Помимо экономических разногласий, фракции были разделены по этническому и религиозному признаку: люди Мёрфи были в основном католиками-ирландцами, а Танстелл и его союзники — английскими протестантами.
Противостояние привело к тому, что 18 февраля 1878 года Джон Танстелл был убит бандой Эванса, подосланной шерифом Брейди. Это преступление развязало Войну в округе Линкольн, ставшую самым кровавым гражданским конфликтом на Диком Западе. После этого преступления ковбои Танстелла, не надеясь на помощь шерифа, объединились в окружной отряд «Регуляторы» (Regulators), для того чтобы отомстить убийцам, что повлекло за собой многочисленные жертвы в обоих фракциях. Кроме того, многие жители округа были вовлечены в войну, поддерживая ту или иную из враждующих сторон, и вооружённые столкновения между «Регуляторами» и боевиками Мёрфи — Долана были лишь её частью. Хотя официально боевые действия между враждующими группами были прекращены в начале 1879-го, их отголоски звучали в округе ещё до 1881 года.
В период войны Дадли был командиром местного форта Стэнтон — приграничного поста армии США. Несмотря на приказ не вмешиваться в гражданские дела, Дадли оказывал разнообразную помощь фракции Мёрфи и Долана (номинально для защиты мирного населения). Призывы противоборствующей фракции снять его с поста командующего доходили до военного министра, но были отклонены.
Кульминацией конфликта стала Пятидневная битва (15-19 июля 1878 года).
14 июля 1878 года адвокат Александр Максуин появился в Линкольне в сопровождении «Регуляторов», усиленных отрядом мексиканских наёмников (всего около полусотни стрелков), намереваясь раз и навсегда расквитаться с Доланом. Однако он допустил тактическую ошибку, укрепившись в своём городском доме, вместо того, чтобы сразу перейти к активным действиям. Джеймс Долан и Джордж Пеппин, к тому времени заменивший Брейди на посту шерифа, быстро стянули в Линкольн подкрепления (около 60 стрелков), в результате чего Максуин оказался в осаде. Всего осада длилась пять дней.
15 июля войска Пеппина и Долана начали перестрелку с людьми Максуина, которая продолжалась большую часть дня. По крайней мере пять человек из числа атакующих были ранены в ходе первоначального обмена выстрелами, в то время как «Регуляторы» не понесли потерь. В течение следующих двух дней мало что изменилось, о новых жертвах не сообщалось. Наконец, 19 июля из форта Стэнтон для поддержки атакующих прибыл кавалерийский отряд под командованием Нейтана Дадли (на тот момент подполковника) численностью около 150 человек, имевший на вооружении горную гаубицу и картечницу Гатлинга. Прямого участия в перестрелках солдаты не принимали, но Дадли расположил их так, чтобы они прикрывали людей Пеппина и Долана. Видя, как развиваются события, и не желая вступать в противостояние с армией США, две трети осаждённых, в том числе отряд мексиканских наёмников, покинули Максуина той же ночью. У адвоката осталось четырнадцать стрелков.
19 июля около полудня атакующие подожгли осаждённый дом, однако стены девятикомнатной асьенды Максуинов были сделаны не из дерева, а из самана, что затрудняло распространение огня. Дадли и Пеппин предоставили Сьюзен Максуин, ещё одной женщине и пятерым детям право безопасного выхода из дома. Люди Максуина оборонялись в горящем здании до наступления темноты, а потом попытались бежать, разделившись на группы и контратаковав людей Пеппина и Долана с разных сторон. Максуин и трое «Регуляторов» погибли, остальным удалось скрыться, хотя некоторые из них при этом получили ранения.

## Последующие годы
В 1879 году Сьюзан Максуин, вдова Александра Максуина, утверждая, что её муж был застрелен безоружным в присутствии подполковника Дадли, выдвинула против него обвинения в соучастии в убийстве и поджоге дома. Генерал Хэтч сместил Дадли с поста командующего фортом 7 марта 1879 года, по поводу его действий во время Пятидневной битвы было назначено судебное расследование. В июле 1879 года военный трибунал постановил, что обвинение в соучастии в убийстве против Нейтана Дадли не обосновано, он был переведён в Форт Юнион, также расположенный на Территории Нью-Мексико. В ноябре 1879 года Дадли был признан трибуналом невиновным по делу о поджоге дома Максуинов.
Впоследствии Дадли участвовал в экспедиции полковника Джорджа Бьюэлла против вождя апачей Викторио. В 1887 году, уже будучи полковником Первого кавалерийского полка, помог подавить восстание в резервации Кроу, в ходе этой операции был убит Носитель сабли (Sword Bearer), вождь племени кроу. 
В 1904 году во время выхода в отставку получил звание бригадного генерала регулярной армии. 
Умер в 1910 году в возрасте 84 лет. Похоронен на Арлингтонском национальном кладбище.

## Образ в кино
- «Чизум[англ.]» (1970) — Гленн Ланган[14].
- «Молодые стрелки» (1988) — Гарри Кэнин[15].